# Franciszek Beciński
Franciszek Beciński (ur. 5 września 1897 Pilichowie, zm. 3 lipca 1975 tamże) – ludowy poeta-samouk, kowal. 
Franciszek Beciński był synem Walentego i Jadwigi z domu Krysiak. Lekcji pisania i czytania udzielała mu matka. W latach 1913–1918 terminował u kowala w Sędzinie. W Pilichowie gospodarował na trzech morgach ziemi i pracował we własnej kuźni. Walczył w wojnie polsko-bolszewickiej 1920 roku. 
Jego wiersze, opowiadania i artykuły ukazywały się w latach 1927–1939 w „Dzienniku Kujawskim” i „Piaście” w Inowrocławiu. W tym czasie współpracował z księdzem Henrykiem Koławskim i ówczesnym proboszczem parafii Byczyna ks. Wincentym Wrzalińskim, którzy kształtowali jego talent, będąc zarazem jego przyjaciółmi. W czasie II wojny światowej działał w Armii Krajowej, po wojnie nie popierał socjalizmu, za co spotkały go represje. 
Otrzymał nagrodę Wojewódzkiej Rady Narodowej w Bydgoszczy, Ministerstwa Kultury i Sztuki oraz nagrodę im. Jana Pocka redakcji „Chłopskiej Drogi”.
Zmarł 3 lipca 1975 roku w Pilichowie. Jego grób znajduje się na cmentarzu w Byczynie.
Siedem piosenek do jego tekstów nagrała na płycie To Kujawy Barbara Kalinowska z Bydgoszczy.

## Książki
- Zbiór poetycki: Modraki i maki z kujawskich równin (1934)
- Tom opowiadań: Smętnice ziemi (1935)
- Powieść drukowana w odcinkach: Wieś na zakręcie drogi (1938)
- Liść z polnej gruszy (1968)
- Melodie ziemi (1973)
- Z dnia wczorajszego (1993)
- Utwór sceniczny: Wesele na Kujawach (1996)
- Ja się z niej wiodę (2002)
- Kronika literacka: Pochód czarnego krzyża (2006)